# Cercul celor nouă puncte

Cercul celor nouă puncte

În geometrie, cercul celor nouă puncte pentru un anumit triunghi este cercul care unește următoarele puncte importante ale triunghiului:
- mijloacele laturilor acestuia adică picioarele medianelor;
- picioarele înălțimilor;
- mijloacele segmentelor formate din ortocentrul triunghiului și vârfurile acestuia.

Acest cerc se mai numește și cercul lui Feuerbach, cercul lui Euler, al lui Terquem

## Proprietăți

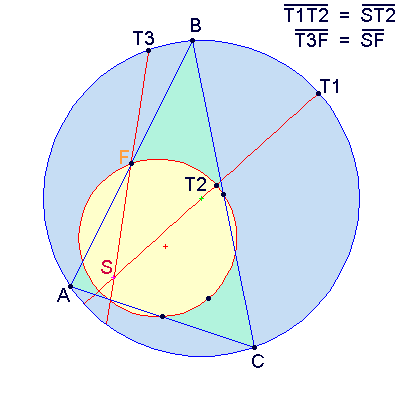

Raza cercului celor nouă puncte este de două ori mai mică decât raza cercului circumscris triunghiului.
Dacă {\displaystyle J,K,L} sunt respectiv mijloacele {\displaystyle SA,SB,SC} atunci {\displaystyle \triangle JKL} este transformarea {\displaystyle \triangle ABC} printr-o omotetie de pol {\displaystyle S} și raport {\displaystyle {\dfrac {1}{2}}}. Ca atare, cum cercul celor nouă puncte este cercul circumscris al {\displaystyle \triangle JKL}, între raza lui, {\displaystyle R'} și raza cercului circumscris {\displaystyle \triangle ABC} există același raport. Deci {\displaystyle 2R'=R}
Cercul celor nouă puncte intersectează orice dreaptă care trece prin ortocentru în mijloacele celor două segmente formate de ortocentru și respectiv punctele de intersecție ale dreptei cu cercul circumscris.
Aceasta este o consecință a relației de omotetie dintre cele două cercuri. Pentru orice punct {\displaystyle F} de pe Cercul celor nouă puncte, corespondentul lui pe cercul circumscris triunghiului ABC, {\displaystyle C(O,R)} este punctul {\displaystyle {T_{1}}=(SF\cap C(O,R)}
Centrul cercului celor 9 puncte, ortocentrul triunghiului, centrul său de greutate și centrul cercului circumscris sunt coliniare. deci
{\displaystyle NO=NH=3NG.}